# Neil Kilkenny
Neil Martin Kilkenny (Enfield, 19 dicembre 1985) è un calciatore inglese con cittadinanza irlandese naturalizzato australiano, centrocampista del Sorrento FC.

## Carriera

### Nazionale
Ha collezionato 15 presenze con la maglia della nazionale australiana; in precedenza aveva giocato nelle nazionali giovanili sia inglesi che irlandesi.

## Palmarès

### Competizioni nazionali
- FFA Cup: 1

Melbourne City: 2016
- Premier's Plate: 1

Perth Glory: 2018-2019